# 瓜比鲁巴
瓜比鲁巴是巴西圣卡塔琳娜州的一个市镇。总面积173.591平方公里，总人口16095人，人口密度92.7人/平方公里。